# ノイラミン酸
ノイラミン酸（ノイラミンさん、英: neuraminic acid、Neu）は、9炭素の単糖である。形式的には、ピルビン酸とD-マンノサミン（2-アミノ-2-デオキシマンノース）がアルドール縮合した構造を持つ。

## 存在
ノイラミン酸自体は自然界には存在しないが、その誘導体は多く、動物組織とバクテリア、特に糖タンパク質と酸性スフィンゴ糖脂質（ガングリオシド）などに広く分布している。

## 誘導体
ノイラミン酸から誘導されるN-またはO-置換体は、シアル酸、特にN-アセチルノイラミン酸のようなものが知られている。そのアミノ基は、アセチル基またはグリコシル基のどちらかを運搬する。また、ヒドロキシル基は相当の変化に富んでおり、置換基にはアセチル基、乳酸基、メチル基、リン酸基が知られている。